# Hollywood (televisieserie)
Hollywood is een Amerikaanse drama miniserie. De show werd gecreëerd door Ryan Murphy en Ian Brennan. De zeven afleveringen werden gereleased op 1 mei 2020 op Netflix. De serie gaat over een groep acteurs en filmmakers uit de Gouden Periode van Hollywood net na de Tweede Wereldoorlog. Het verhaal is volledig fictief. Er komen zowel bestaande als verzonnen personages in voor, de serie toont aan hoe de wereld eruit had kunnen zien als er destijds andere films gemaakt werden.

## Verhaal
Een aantal acteurs probeert het te maken in Hollywood, achter de schermen wordt duidelijk dat de glamoureuze wereld van Hollywood doorspekt was met ongewenste intimiteiten om iets te kunnen bereiken. Schrijver Archie Coleman heeft een script geschreven voor de film Peg, over de zelfmoord van de actrice Peg Entwistle. Acteurs en actrices dingen naar de rollen in deze film.

## Personages
| Acteur          | Rol                        | Opmerkingen |
| --------------- | -------------------------- | --- |
| David Corenswet | Jack Castello              | Een veteraan uit de Tweede Wereldoorlog die naar Hollywood komt in de hoop een succesvol acteur te worden        |
| Darren Criss    | Raymond Ainsley            | Een half-Filipijnse aspirant-regisseur die grenzen hoopt te breken in Hollywood en de vriend van Camille         |
| Laura Harrier   | Camille Washington         | Beloftevolle Afro-Amerikaanse actrice wier carrière bemoeilijkt wordt door haar huidskleur                       |
| Joe Mantello    | Richard "Dick" Samuels     | Studiobaas bij Ace Studios                                                                                       |
| Dylan McDermott | Ernest "Ernie" West        | Pooier, gebaseerd op Scotty Bowers, runt benzinestation waar klanten ook terechtkunnen voor seksuele pleziertjes |
| Jake Picking    | Roy Fitzgerald/Rock Hudson | Een fictieve versie van de bekende acteur en de vriend van Archie                                                |
| Jeremy Pope     | Archie Coleman             | Afro-Amerikaanse schrijver, die ook tegen de vele vooroordelen van Hollywood aan loopt en de vriend van Rock     |
| Holland Taylor  | Ellen Kincaid              | Mentor voor nieuwe acteurs bij Ace Studios                                                                       |
| Samara Weaving  | Claire Wood                | Opkomende actrice en dochter van Ace en Avis Amberg                                                              |
| Jim Parsons     | Henry Willson              | Een fictieve versie van de Hollywood-agent die beroemde acteurs onder zijn vleugels nam                          |
| Patti LuPone    | Avis Amberg                | Vrouw van Ace Amberg en voormalig actrice                                                                        |